# Minnesota State Highway 1
Pour les articles homonymes, voir Route 1.
 (novembre 2023).
La mise en forme du texte ne suit pas les recommandations de Wikipédia : il faut le « wikifier ».
Les points d'amélioration suivants sont les cas les plus fréquents. Le détail des points à revoir est peut-être précisé sur la page de discussion.
- Les titres sont pré-formatés par le logiciel. Ils ne sont ni en capitales, ni en gras.
- Le texte ne doit pas être écrit en capitales (les noms de famille non plus), ni en gras, ni en italique, ni en « petit »…
- Le gras n'est utilisé que pour surligner le titre de l'article dans l'introduction, une seule fois.
- L'italique est rarement utilisé : mots en langue étrangère, titres d'œuvres, noms de bateaux, etc.
- Les citations ne sont pas en italique mais en corps de texte normal. Elles sont entourées par des guillemets français : « et ».
- Les listes à puces sont à éviter, des paragraphes rédigés étant largement préférés. Les tableaux sont à réserver à la présentation de données structurées (résultats, etc.).
- Les appels de note de bas de page (petits chiffres en exposant, introduits par l'outil «  Source ») sont à placer entre la fin de phrase et le point final[comme ça].
- Les liens internes (vers d'autres articles de Wikipédia) sont à choisir avec parcimonie. Créez des liens vers des articles approfondissant le sujet. Les termes génériques sans rapport avec le sujet sont à éviter, ainsi que les répétitions de liens vers un même terme.
- Les liens externes sont à placer uniquement dans une section « Liens externes », à la fin de l'article. Ces liens sont à choisir avec parcimonie suivant les règles définies. Si un lien sert de source à l'article, son insertion dans le texte est à faire par les notes de bas de page.
- La présentation des références doit suivre les conventions bibliographiques. Il est recommandé d'utiliser les modèles {{Ouvrage}}, {{Chapitre}}, {{Article}}, {{Lien web}} et/ou {{Bibliographie}}. Le mode d'édition visuel peut mettre en forme automatiquement les références.
- Insérer une infobox (cadre d'informations à droite) n'est pas obligatoire pour parachever la mise en page.

Pour une aide détaillée, merci de consulter Aide:Wikification.
Si vous pensez que ces points ont été résolus, vous pouvez retirer ce bandeau et améliorer la mise en forme d'un autre article.
La Minnesota State Highway 1 (MN 1) est une route nationale traversant le nord du Minnesota, aux États-Unis. Elle part de la North Dakota Highway 54 (ND 54) à la frontière de l'État du Dakota du Nord (à la rivière Rouge à Oslo) et continue vers l'est jusqu'à son terminus la MN 61 dans la commune d'Illgen City, dans le canton de Beaver Bay, sur la rive nord du lac Supérieur. De 556,83 kilomètres (346 mi) de longueur, elle est la plus longue route nationale du Minnesota.

## Descriptif de la route

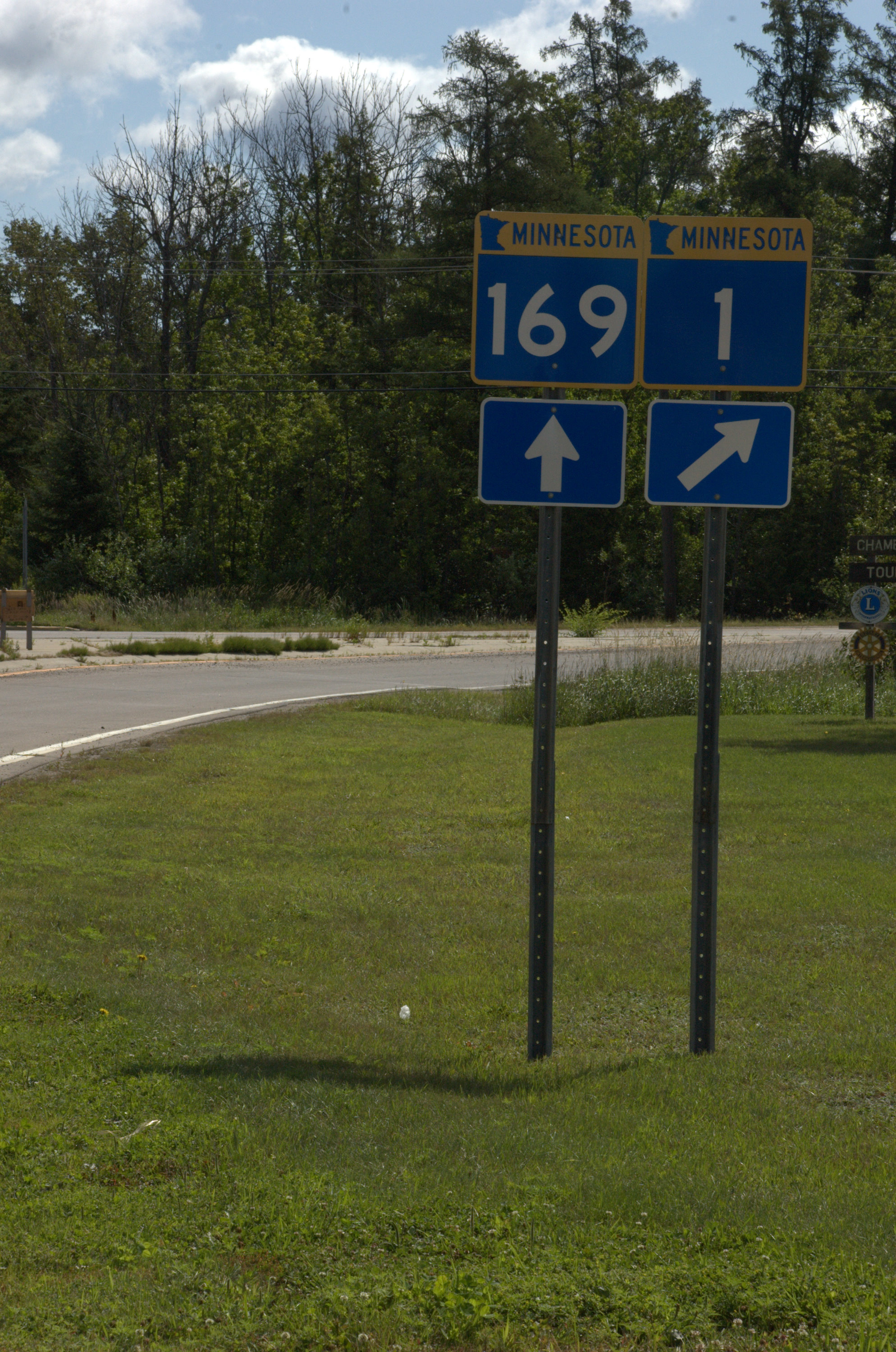
Intersection de MN 1 et MN 169 à Ely, août 2008

MN 1 sert de route est-ouest entre Oslo, Warren, Thief River Falls, Red Lake, Northome, Cook, Tower, Ely et le canton de Beaver Bay.
La route traverse les forêts suivantes :
- Forêt domaniale de Finlande dans le comté de Lake
- Forêt nationale supérieure dans les comtés de Lake et de Saint Louis
- Forêt d'État de Bear Island dans les comtés de Lake et de Saint Louis
- Forêt domaniale de Kabetogama dans le comté de Saint Louis
- Forêt d'État de George Washington dans le comté d'Itasca
- Forêt d'État de Koochiching dans le comté de Koochiching

L'itinéraire est signalé en même temps que la MN 169 pour 41,84 kilomètres (26 mi) du canton de Vermilion Lake (à l'ouest de Tower ) jusqu'à Ely.
MN 1 est signalé également en même temps que la MN 89 pour 45,06 kilomètres (28 mi) du côté sud-ouest du lac Red. Il s'agit de la plus longue concurrence avec une autre autoroute nationale du Minnesota.

## Histoire
La plupart de la Minnesota 1 a été autorisé en 1933, à l'exception d'un tronçon entre l'US Highway 75 (US 75) et la MN 32 à Thief River Falls, qui faisait partie de la route constitutionnelle 33 du Minnesota autorisée elle-même en 1920.
L'itinéraire a reçu la désignation MN 1 car c'était l'une des autoroutes principales les plus longues et permettrait la réutilisation du MN 1 marqueurs supprimés le long des US 61 et US 65 en 1934.
Lorsqu'elle a été marquée en 1934, elle n'était bitumée que depuis les US. 75 à MN 32 et de MN 169 à Ely.
En 1963, des portions importantes de la MN 1 n’étaient pas encore bitumées.
MN 1 possédait encore un segment non bitumé en 1996, entre les US 53 et MN 169 dans le nord du comté de Saint Louis. À ce stade, elle a été remplacée par la route de comté bitumé numéro 22.

## Grandes intersections
| Comté            | Commune                           | km                        | mi,                       | Destinations                                                           | Notes                                                 |
| ---------------- | --------------------------------- | ------------------------- | ------------------------- | ---------------------------------------------------------------------- | ----------------------------------------------------- |
| La Rivière Rouge | La Rivière Rouge                  | 0.000                     | 0.000                     | ND 54 ouest - I-29                                                     | Continuité dans le Dakota du Nord                     |
| Marshall         | Oak Park Township                 | 2.501                     | 1.554                     | MN 220 nord / CSAH 3 - MN 11                                           | Extrémité ouest de la MN 220                          |
| Marshall         | Alvarado                          | 10.549                    | 6.555                     | MN 220 south (Boundary Street) / CSAH 10 - East Grand Forks            | Extrémité est de la MN 220                            |
| Marshall         | Warren                            | 27.439                    | 17.050                    | US 75 (S Main Street) - Crookston, Hallock                             |                                                       |
| Pennington       | Thief River Falls                 | 71.547                    | 44.457                    | US 59 nord / CSAH 16 - Karlstad                                        | Extrémité ouest de la US 59                           |
| Pennington       | Thief River Falls                 | 73.661                    | 45.771                    | MN 32 sud (Main Avenue) / US 59 sud (3rd Street East) - Red Lake Falls | Extrémité sud de la MN 32 ; extrémité est de la US 59 |
| Pennington       | Thief River Falls                 | 74.220                    | 46.118                    | MN 32 nord (Main Avenue) - Greenbush                                   | Extrémité nord de la MN 32                            |
| Pennington       | Goodridge Township                | 101.979                   | 63.367                    | MN 219 nord / CSAH 24 - Goodridge                                      | Terminus sud de la MN 219                             |
| Beltrami         | Réserve indienne de Red Lake      | 143.764                   | 89.331                    | MN 89 nord - Grygla, Roseau                                            | Extrémité nord de la MN 89                            |
| Clearwater       | Pas de jonctions majeures         | Pas de jonctions majeures | Pas de jonctions majeures | Pas de jonctions majeures                                              | Pas de jonctions majeures                             |
| Beltrami         | Réserve indienne de Red Lake      | 188.229                   | 116.960                   | MN 89 sud - Bemidji                                                    | Extrémité sud de la MN 89                             |
| Beltrami         | Cormant Township                  | 227.450                   | 141.331                   | MN 72 sud / CSAH 36 - Blackduck, Bemidji                               | Extrémité ouest de la MN 72                           |
| Beltrami         | Shooks                            | 235.608                   | 146.400                   | MN 72 nord - Keliher, Baudette                                         | Extrémité est de la MN 72                             |
| Koochiching      | Secteur non constitué de Northome | 243.474                   | 151.288                   | US 71 sud - Blackduck, Bemidji                                         | Extrémité sud de la US 71                             |
| Koochiching      | Northome                          | 248.283                   | 154.276                   | US 71 nord / CSAH 15 - International Falls                             | Extrémité nord de la US 71                            |
| Koochiching      | Northome                          | 248.747                   | 154.564                   | MN 46 sud / CSAH 40 - Deer River                                       |                                                       |
| Koochiching      | Secteur non constitué de Northome | 286.669                   | 178.128                   | MN 6 nord - Big Falls                                                  | Extrémité nord de la MN 6                             |
| Itasca           | Secteur non constitué de Effie    | 290.409                   | 180.452                   | MN 6 sud - Deer River                                                  | Extrémité sud de la MN 6                              |
| Itasca           | Effie                             | 300.394                   | 186.656                   | MN 38 sud - Bigfork                                                    |                                                       |
| Itasca           | Carpenter Township                | 340.165                   | 211.369                   | MN 65 - Nashwauk                                                       | Extrémité ouest de la MN 65                           |
| Itasca           | Carpenter Township                | 346.691                   | 215.424                   | MN 65 - Littlefork                                                     | Extrémité est de la MN 65                             |
| St. Louis        | Linden Grove                      | 368.899                   | 229.223                   | MN 73 - Chisholm, US 53                                                |                                                       |
| St. Louis        | Field Township                    | 380.199                   | 236.245                   | US 53 nord / CSAH 115 - International Falls                            | Extrémité nord de la US 53                            |
| St. Louis        | Sherman Corner                    | 393.287                   | 244.377                   | US 53 sud / CSAH 22 - Virginia                                         | Extrémité sud de la US 53                             |
| St. Louis        | Peyla                             | 416.575                   | 258.848                   | MN 169 sud - Virginia                                                  | Extrémité ouest de la MN 169                          |
| St. Louis        | Tower                             | 423.513                   | 263.159                   | MN 135 sud - Embarrass, Babbitt, Aurora                                |                                                       |
| St. Louis        | Ely                               | 460.607                   | 286.208                   | MN 169 nord - Winton                                                   | Extrémité est de la MN 169                            |
| Lake             | Illgen City                       | 558.990                   | 347.340                   | MN 61 / LSCT - Two Harbors, Grand Marais                               |                                                       |
|                  |                                   |                           |                           |                                                                        |                                                       |